# Luis Torres Sáez-Benito
Luis Torres Sáez-Benito (Logroño, 8 de mayo de 1942 – Logroño, 11 de mayo de 2023) fue un político, ingeniero de montes y docente español.

## Biografía
Nacido en Logroño en 1942. Aunque estudió ingeniería de Montes, desarrolló su carrera profesional como docente en el IES Cosme García de Logroño, donde llegó a ser director durante varios cursos. Fue presidente del Consejo Escolar de La Rioja (2013). 
Anteriormente había comenzado su carrera política, en las filas del Partido Popular, primero como diputado regional en el Parlamento de La Rioja (1995-1999); y posteriormente como consejero de Turismo y Medio Ambiente del Gobierno de La Rioja (1999-2003) bajo la presidencia de Pedro Sanz en la V Legislatura. 
Como diputado regional formó parte de diversas Comisiones: Comisión Institucional de Desarrollo Estatutario; Comisión de Salud, Consumo y Bienestar Social; Comisión de Educación, Cultura, Juventud y Deportes; Comisión de Reglamento y Estatuto del Diputado y Comisión Especial Prado Salobre.
Padre de cuatro hijos. Falleció en Logroño, a los 81 años, el 11 de mayo de 2023.